# Ocrepeira barbara
Ocrepeira barbara là một loài nhện trong họ Araneidae.
Loài này thuộc chi Ocrepeira. Ocrepeira barbara được Herbert Walter Levi miêu tả năm 1993.